# Yunsi
Yunsi (29 de marzo de 1680-5 de octubre de 1726), nacido Yinsi, fue un príncipe manchú de la dinastía Qing. Octavo hijo del emperador Kangxi, Yunsi fue una figura fundamental en la lucha de poder por la sucesión al trono de su padre. Se creía que Yunsi era el favorito de la mayoría de los funcionarios de la corte imperial para ser el siguiente emperador, pero finalmente perdió la lucha ante su cuarto hermano Yinzhen, quien en 1722 se convirtió en el emperador Yongzheng.
Después de que Yongzheng ascendiera al trono en 1722, Yunsi fue nombrado alto consejero del nuevo emperador, jefe del Lifan Yuan y canciller imperial, además de recibir el título de Príncipe Lian de Primer Rango. Sin embargo, fue destituido de su cargo cuatro años después, despojado de sus títulos y desterrado del clan imperial en condiciones poco claras. Fue acusado de una letanía de crímenes y enviado a prisión, donde murió en desgracia. Fue rehabilitado póstumamente durante el reinado de su sobrino, el emperador Qianlong.

## Primeros años
Yunsi era hijo del emperador Kangxi y de la consorte Liang (de soltera Wei Shuangjie), una mujer manchú del Estandarte Amarillo, y fue criado por la consorte Hui, madre de Yinzhi, el primer hijo del emperador Kangxi. Algunos historiadores consideran que la consorte Liang procedía de un entorno desfavorecido, ya que era miembro de la casta de esclavos "Sin Jeku" (en chino, 辛者庫) antes de convertirse en la consorte del emperador Kangxi. Aunque el bajo estatus de la familia de su madre afectó al prestigio de Yinsi dentro de las filas de los príncipes, también dio a Yinsi el impulso para superar las adversidades mediante el trabajo duro y el cultivo del carácter moral. Con el tiempo, Yinsi se convirtió en uno de los hijos favoritos del emperador Kangxi. Era popular entre los funcionarios de la corte, y su tío Fuquan solía elogiarlo delante de su padre, el emperador Kangxi. Con tan solo 18 años, a Yinsi se le concedió el rango de doroi beile, el tercer rango más alto de la nobleza.

## Lucha por la sucesión

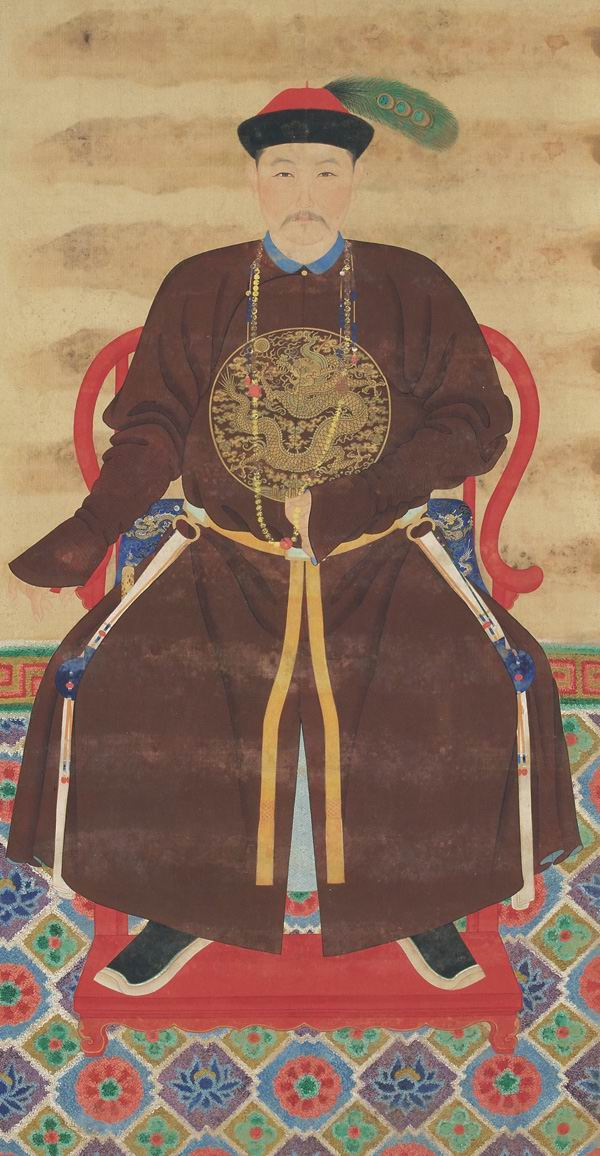
Retrato de Yunsi.

El emperador Kangxi había elegido inicialmente como príncipe heredero a Yinreng, el segundo de sus hijos que llegó a la edad adulta. Sin embargo, hacia los últimos años del reinado del emperador, Yinreng se dedicó a actividades cada vez más licenciosas y también estableció una fuerte base política que giraba en torno a su propia autoridad, lo que le hizo perder rápidamente el favor de su padre.  En 1708, durante un viaje de caza a Rehe, el emperador Kangxi empezó a sospechar que el príncipe heredero estaba conspirando para derrocarlo en un golpe de Estado. Yinreng fue despojado de su cargo de príncipe heredero y puesto bajo arresto domiciliario. Cuatro días después, en una aparente señal de confianza, el emperador Kangxi encargó a Yinsi la supervisión del Tribunal del Clan Imperial para eliminar todo vestigio de la influencia de Yinreng. Sin embargo, Yinsi utilizó esta posición privilegiada como una oportunidad para ganarse el favor de los que antes eran leales a Yinreng. Yinsi, conocido por tener una fuerte base de apoyo entre los funcionarios de la corte debido a su carácter moral y su amplia gama de talentos, surgió como un serio aspirante a príncipe heredero. La amplitud de su apoyo fue su perdición, ya que despertó la sospecha del emperador de que Yinsi estaba compitiendo por la influencia no contra otros príncipes sino contra el propio emperador.
La red de apoyo de Yinsi, que incluía a muchos funcionarios de alto rango, al noveno príncipe Yintang, al décimo príncipe Yin'e y al decimocuarto príncipe Yinti, se convirtió en una formidable camarilla dentro de la Ciudad Prohibida, unida por su deseo de ver a Yinsi convertirse en el próximo emperador. Colectivamente, este grupo pasó a ser conocido como el Baye Dang, o el Partido del Octavo Señor (en chino, 八爺黨). El Baye Dang se vio a menudo enfrentado al Partido del Príncipe Heredero (en chino, 太子黨), un grupo igualmente influyente y ligado a su interés por mantener a Yinreng como príncipe heredero. Una vez que Yinreng fue destituido como heredero, algunos partidarios de Yinsi se dedicaron a conspirar para asesinar a Yinreng.
Poco después de la destitución de Yinreng como príncipe heredero, Yinzhi, el hijo mayor de Kangxi, se enfrentó al emperador por lanzar hechizos contra Yinreng. Yinzhi, al ver que sus propias esperanzas de alcanzar el puesto de príncipe heredero se evaporaban, dio su apoyo a Yinsi, que se había criado en la casa de su madre. A instancias de Yinzhi, un adivino llamado Zhang Mingde fue enviado a Yinsi. Zhang predijo que Yinsi estaba predestinado a la grandeza. Yinzhi, preocupado desde hacía tiempo por las formas sobrenaturales de influir en los asuntos temporales, transmitió al emperador las aparentemente auspiciosas predicciones de Zhang sobre el futuro de Yinsi en un intento de reforzar el caso de Yinsi para convertirse en príncipe heredero. En respuesta, el emperador, en lugar de recompensar a Yinsi, condenó a Zhang a la muerte por lingchi con el fin de disuadir a otros de involucrarse en la lucha por la sucesión. El episodio de Zhang Mingde supuso un gran golpe político para Yinsi y provocó su propio arresto domiciliario.
El emperador Kangxi, desilusionado por las ambiciones de sus restantes hijos y la ferocidad con la que conspiraban unos contra otros, restituyó a Yinreng en el cargo de príncipe heredero en 1709. Sin embargo, éste volvió a ser despojado de su título de príncipe heredero unos años después. Tras la segunda destitución, Kangxi decidió elegir a otro príncipe como sucesor. Ordenó a los funcionarios de la corte que divulgaran sus preferencias sobre cuál de sus hijos debía ser el próximo príncipe heredero.  En lo que se convirtió esencialmente en una votación informal, la mayoría de los funcionarios de la corte solicitaron al emperador Kangxi que Yinsi asumiera el cargo de príncipe heredero. La amplitud del apoyo a Yinsi había pillado aparentemente desprevenido al emperador Kangxi. El emperador, en un marcado cambio de rumbo, declaró inválidos los resultados del recuento de votos de los mandarines. El emperador se indignó por la autopromoción de Yinsi en las luchas que siguieron, y lo despojó de su título de doroi beile y de su estipendio (posteriormente restaurado). Muchos otros príncipes también cayeron en desgracia en la larga batalla por la sucesión. Según algunos historiadores, el emperador Kangxi creía que Yinsi había acumulado más influencia que él mismo, lo que finalmente le empujó a suprimir cualquier otra ambición de Yinsi por el trono. A partir de entonces, Yinsi apoyó al 14.º príncipe, Yinti, que fue visto por la mayoría de los observadores como destinado al trono.

## Reinado de Yongzheng
Por el contrario, a la muerte de Kangxi en 1722 se reveló que éste había decidido nombrar a su cuarto hijo, el príncipe Yinzhen, su sucesor. Esta sucesión estuvo marcada por la polémica, habiéndose sugerido que el propio Yinzhen falsificó el testamento de su padre para sucederlo. En cualquier caso, al convertirse Yinzhen en el emperador Yongzheng en 1722, Yinsi cambió su nombre por el de "Yunsi" para evitar utilizar el mismo carácter (Yin) que el nombre personal del Emperador de Yongzheng, algo considerado tabú en la cultura china.
Unas semanas después de la muerte del emperador Kangxi, el emperador Yongzheng concedió a Yunsi el título de "Príncipe Lian de Primer Rango" (; manchú: hošoi hanja cin wang), y lo nombró miembro del máximo consejo asesor del emperador junto con Yinxiang, Maci y Longkodo. Yinsi se encargó de supervisar el Lifan Yuan, el órgano burocrático encargado de los asuntos de los territorios vasallos de la dinastía Qing, como Mongolia. A pesar de conceder a Yunsi los más altos honores, el emperador Yongzheng se ensañó con los funcionarios de la corte que eran aliados de Yunsi. Yongzheng consideraba a Yunsi un potencial rival y amenaza para su propio poder. Por ello, hizo todo lo posible por erosionar su influencia en la Corte. Amonestaba con frecuencia a Yunsi por no desempeñar sus funciones adecuadamente. En 1724, por ejemplo, el emperador ordenó a Yunsi arrodillarse en el interior de la Ciudad Prohibida durante toda una noche, aparentemente por una infracción cometida durante su supervisión del Lifan Yuan. A principios de 1725, el emperador exilió por la fuerza a la esposa de Yunsi al interior de China, y prohibió toda comunicación entre ambos. En 1725, Yunsi había perdido por completo el favor del emperador, y se convirtió en el blanco de acusaciones falsas que finalmente condujeron a su destitución y pérdida de rango, junto con su expulsión formal del clan imperial. La causa exacta de su caída en desgracia no está clara, pero involucró al joven príncipe Hongshi, uno de los hijo del emperador Yongzheng que la facción de Yunsi había empezado a promover como posible candidato a la sucesión imperial.
Tras su destierro, Yunsi se vio obligado a rebautizarse como "Akina" (manchú: ᠠᡴᡳᠨᠠ; en chino, 阿其那; pinyin, Āqínà).
Yunsi murió en cautiverio, cuatro años después de la coronación del emperador Yongzheng. Fue rehabilitado póstumamente y restituido al clan imperial con el nombre de "Yunsi" durante el reinado del emperador Qianlong.

### Significado de "Akina"
"Āqínà" (阿其那) es una transliteración china de un término manchú que tradicionalmente se ha traducido como "cerdo" en chino. Sin embargo, algunos estudiosos sugieren que el término original manchú es "Acina" (ᠠᠴᡳᠨᠠ), que en realidad significa "acarrear (con su crimen)". Según Hei tu dang (黑图档), un documento en escritura manchú que se conserva en el Museo Provincial de Liaoning, el término original es de hecho "Akina" (ᠠᡴᡳᠨᠠ). Existe cierta controversia sobre si se trata de una traducción exacta: "pescado congelado", "pescado en la picadora", o "carne en la picadora".

## Lugar de residencia
Según el Jingshi Fangxiang Zhigao (京师坊巷志稿), el complejo familiar del príncipe Lian estaba situado cerca de la carretera de Taijichang, al sureste de la Ciudad Prohibida, al oeste del complejo familiar de Fuquan, el príncipe Yu. Su estructura interior fue alterada poco después de la expulsión de Yunsi del clan imperial en 1725, y convertida en almacén durante el reinado del emperador Qianlong. Sin embargo, algunas partes de la estructura original pueden haber sobrevivido hasta nuestros días. Su ubicación aproximada es cerca de la actual estación de Wangfujing del metro de Pekín, cerca del Ministerio de Comercio de la República Popular China.

## Familia
Consorte principal
- Consorte principal, del clan Gorolo (嫡福晉 郭絡羅氏; m. 1726)

Concubina
- Señora, del clan Zhang (張氏)
  - Hongwang (弘旺; 27 de enero de 1708 - 16 de diciembre de 1762), primer hijo

- Señora, del clan Mao (毛氏)
  - Princesa del tercer rango (郡主; 24 de junio de 1708 - 11 de enero de 1776), primera hija
    - Se casó con Sun Wufu (孫五福) en julio/agosto de 1724